# Stanisława Umiec
Stanisława Umiec (ur. 1991 w Brześciu) – białoruska pisarka.

## Życiorys
Uczyła się w Brześciu w klasie dziennikarstwa i historii w Liceum im. Piotra Mironawicza Maszeraua. Ukończyła studia w Instytucie Dziennikarstwa Białoruskiego Uniwersytetu Państwowego. Naukę kontynuowała w Instytucie Służby Cywilnej Akademii Zarządzania przy Prezydencie Republiki Białorusi. Swoją pierwszą książkę, która została wydana w 2018 roku – Serca Sakry – napisała w wieku 18 lat. W 2019 roku otrzymała za nią Narodową Nagrodę Literacką. Książka należy do gatunku fantasy. W lutym 2019 jej książka została nominowana do nagrody Debiut imienia Maksima Bahdanowicza, a w czerwcu do Nagrody Literackiej imienia Giedroycia.
Od 2012 roku pracuje jako redaktorka w wydawnictwie Mastackaja Litaratura. Jest członkiem Związku Pisarzy Białorusi.